# S. Calvary & Co.
S. Calvary & Co. waren ein Verlag und eine Buchhandlung in Berlin von 1852 bis in die 1930er Jahre.

## Geschichte
1852 gründeten Dr. S. Calvary und Friedrich Spiro eine Buchhandlung und den  
Verlag S. Calvary & Co. in Berlin. Seit 1853 war Spiro alleiniger Eigentümer nach dem Tod des Geschäftspartners. Spätestens seit 1860 gab es auch ein Antiquariat mit seltenen Büchern. 1863 verkaufte Spiro den Verlag an G. Heinrich Simon. Ab 1894 war Hugo Bloch der Eigentümer.
Im Verlag S. Calvary & Co. erschienen vor allem altphilologische und altertumskundliche Werke, darunter Calvarys philologische und archäologische Bücherei mit 114 Bänden bis 1894, mit Büchern von Wilhelm von Humboldt, Barthold Georg Niebuhr und F. A. Wolf.
Ab etwa 1896 wurden auch einige jüdische Titel herausgegeben, darunter die Zeitschrift Ost und West (1901–1904), Lieder aus dem Ghetto (1902) und Gedichte der Bibel von Max Albert Klausner 1903.
Seit etwa 1905 gab es nur noch eine Buchhandlung mit Antiquariat S. Calvary & Co. in Berlin, etwa bis 1936.